# Alexander I van Antiochië
Alexander I was patriarch van Antiochië van 413/414 tot 418/419.

## Context
Na de afzetting van Johannes Chrysostomus, patriarch van Constantinopel in 403 ontstond er heel wat controverse in de oosterse kerk en in het Patriarchaat Antiochië kreeg men het Meletiaanse schisma, drie facties, drie richtingen.
In 415 slaagde Alexander er in, door zijn predikingen,  de drie richtingen te herenigen.